# Newton Mearns
Newton Mearns (Baile Ùr na Maoirne in lingua gaelica scozzese) è una località della Scozia, situata nell'area di consiglio di Renfrewshire Orientale.